# یواس‌اس شیرین (اس‌پی-۹۱۵)
یواس‌اس شیرین (اس‌پی-۹۱۵) (به انگلیسی: USS Shirin (SP-915)) یک کشتی بود که طول آن ۱۱۰ فوت (۳۴ متر) بود. این کشتی در سال ۱۸۹۶ ساخته شد.